# Saison 2017 de l'équipe cycliste Delko-Marseille Provence-KTM
La saison 2017 de l'équipe cycliste Delko-Marseille Provence-KTM est la trente-quatrième de cette équipe.

## Préparation de la saison 2017

### Sponsors et financement de l'équipe
Le réseau français d'ateliers de réparation automobile Delko, fondé dans les Bouches-du-Rhône, est le sponsor principal de l'équipe depuis 2016. Il s'est alors engagée pour trois ans. L'équipe est également financée par des collectivités territoriales : la ville de Marseille, le conseil départemental des Bouches-du-Rhône, la métropole d'Aix-Marseille-Provence et le conseil régional de Provence-Alpes-Côte d'Azur,. Enfin, le fabricant de cycle autrichien KTM est sponsor-titre et fournisseur de l'équipe depuis 2015.

### Arrivées et départs
| Arrivées                | Équipe 2016                     |
| ----------------------- | ------------------------------- |
| Mauro Finetto           | Unieuro Willier                 |
| Romain Lemarchand       | Stölting Service Group          |
| Ángel Madrazo           | Caja Rural-Seguros RGA          |
| Jhon Anderson Rodríguez | EPM-Tigo-Une-Área Metropolitana |
| Gatis Smukulis          | Astana                          |

| Départs              | Équipe 2016            |
| -------------------- | ---------------------- |
| Leonardo Duque       | retraite               |
| Fredrik Strand Galta | Coop                   |
| Christophe Laborie   | Fybolia-Bertin Locminé |

## Coureurs et encadrement technique

### Effectif

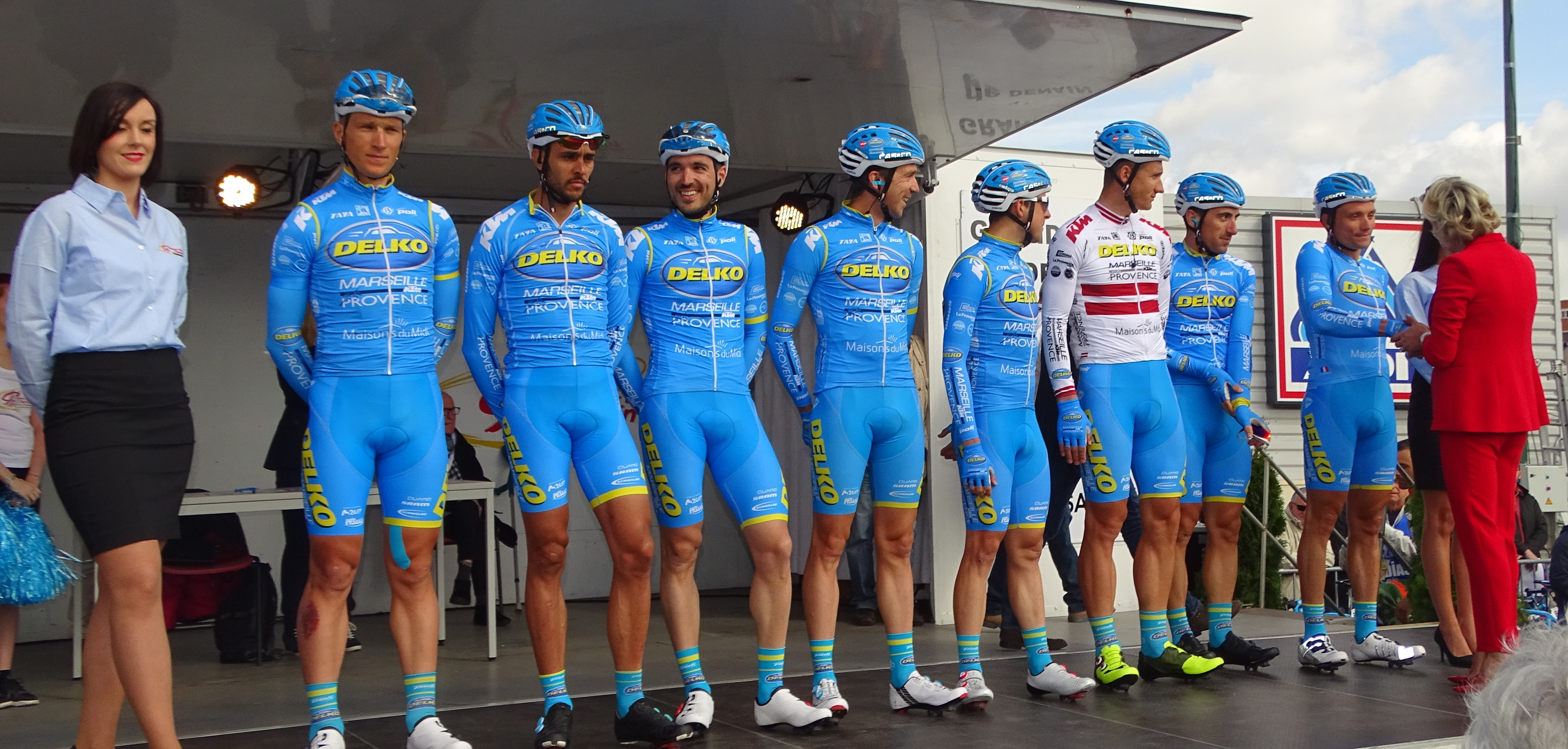
L'équipe Delko-Marseille Provence-KTM Loterij lors du Grand Prix de Denain.

| Cycliste                | Date de naissance | Nationalité | Équipe 2016                     |  |
| ----------------------- | ----------------- | ----------- | ------------------------------- |  |
| Mikel Aristi            | 28 mai 1993       | Espagne     | Delko-Marseille Provence-KTM    |  |
| Romain Combaud          | 1er avril 1991    | France      | Delko-Marseille Provence-KTM    |  |
| Rémy Di Grégorio        | 31 juillet 1985   | France      | Delko-Marseille Provence-KTM    |  |
| Daniel Díaz             | 7 septembre 1989  | Argentine   | Delko-Marseille Provence-KTM    |  |
| Julien El Fares         | 1er juin 1985     | France      | Delko-Marseille Provence-KTM    |  |
| Delio Fernández         | 17 février 1986   | Espagne     | Delko-Marseille Provence-KTM    |  |
| Mauro Finetto           | 10 mai 1985       | Italie      | Unieuro Wilier                  |  |
| Benjamin Giraud         | 23 janvier 1986   | France      | Delko-Marseille Provence-KTM    |  |
| Thierry Hupond          | 10 novembre 1984  | France      | Delko-Marseille Provence-KTM    |  |
| Asbjørn Kragh Andersen  | 9 avril 1992      | Danemark    | Delko-Marseille Provence-KTM    |  |
| Martin Laas             | 15 septembre 1993 | Estonie     | Delko-Marseille Provence-KTM    |  |
| Romain Lemarchand       | 26 juillet 1987   | France      | Stölting Service Group          |  |
| Ángel Madrazo           | 30 juillet 1988   | Espagne     | Caja Rural-Seguros RGA          |  |
| Yannick Martinez        | 4 mai 1988        | France      | Delko-Marseille Provence-KTM    |  |
| Quentin Pacher          | 6 janvier 1992    | France      | Delko-Marseille Provence-KTM    |  |
| Jhon Anderson Rodríguez | 12 octobre 1996   | Colombie    | EPM-Tigo-Une-Área Metropolitana |  |
| Evaldas Šiškevičius     | 30 décembre 1988  | Lituanie    | Delko-Marseille Provence-KTM    |  |
| Gatis Smukulis          | 15 avril 1987     | Lettonie    | Astana                          |  |
| Stagiaire               | Date de naissance | Nationalité | Équipe 2017                     |  |
| Jonathan Couanon        | 8 avril 1997      | France      | VC La Pomme Marseille           |  |
| Benjamin Dyball         | 20 avril 1989     | Australie   | AC Bisontine                    |  |

## Bilan de la saison

### Victoires
| Date       | Course                                 | Pays     | Classe | Vainqueur       |
| ---------- | -------------------------------------- | -------- | ------ | --------------- |
| 25/02/2017 | Classic Sud Ardèche                    | France   | 1.1    | Mauro Finetto   |
| 27/02/2017 | 1re étape de la Tropicale Amissa Bongo | Gabon    | 2.1    | Mikel Aristi    |
| 09/07/2017 | Classement général du Tour d'Autriche  | Autriche | 2.1    | Delio Fernández |

### Résultats sur les courses majeures
Les tableaux suivants représentent les résultats de l'équipe dans les principales courses du calendrier international dans lesquelles l'équipe bénéficie d'une invitation (les cinq classiques majeures et les trois grands tours). Pour chaque épreuve est indiqué le meilleur coureur de l'équipe, son classement ainsi que les accessits glanés par Delko-Marseille Provence-KTM sur les courses de trois semaines.

#### Classiques
| Classique            | Milan-San Remo | Tour des Flandres | Paris-Roubaix | Liège-Bastogne-Liège | Tour de Lombardie |
| -------------------- | -------------- | ----------------- | ------------- | -------------------- | ----------------- |
| Coureur (classement) | Non invitée    | Non invitée       |               | Non invitée          | Non invitée       |

#### Grands tours
| Grand tour           | Tour d'Italie | Tour de France | Tour d'Espagne |
| -------------------- | ------------- | -------------- | -------------- |
| Coureur (classement) | Non invitée   | non invitée    | Non invitée    |
| Accessits            | -             |                | -              |